# Ronde van Spanje 2014/Zestiende etappe
De zestiende etappe van de Ronde van Spanje 2014 werd gereden op 8 september 2014. Het was een bergrit van 158,8 km van San Martín del Rey Aurelio naar La Farrapona (Lago de Somiedo). De Spanjaard Alberto Contador verstevigde zijn leiderspositie met een voorsprong van 15 seconden op de top.

## Ritverslag
De eerste vluchtersgroep die afstand kon nemen bestond uit 12 man, even later aangevuld door Damiano Cunego. Ze haalden tot 6 minuten voorsprong. Bij deze groep zaten onder meer Wout Poels en Laurens ten Dam. Onder druk van Team Katjoesja werd de voorsprong beperkt. Bij de vluchters geraakten Gianluca Brambilla en Ivan Rovny in een handgemeen, omdat de eerste de laatste verweet niet genoeg mee te werken. Brambilla sprong dan maar weg met Alessandro De Marchi en Poels, maar even later werden Brambilla en Rovny door de jury uit de koers gezet.
De Marchi ging alleen door op de slotklim, maar op 4 km van de finish zette Chris Froome aan en kreeg enkel Alberto Contador in zijn spoor. Deze wachtte af tot in de laatste kilometer, waarin hij Froome voorbij ging en de zege binnenhaalde.

## Uitslagen
| Rituitslag |                      |                         |          |
| Plaats     | Naam                 | Ploeg                   | Tijd     |
| Winnaar    | Alberto Contador     | Tinkoff-Saxo            | 4u53'35" |
| 2          | Chris Froome         | Team Sky ProCycling     | + 15"    |
| 3          | Alessandro De Marchi | Cannondale              | + 50"    |
| 4          | Alejandro Valverde   | Team Movistar           | + 55"    |
| 5          | Joaquím Rodríguez    | Team Katjoesja          | + 59"    |
| 6          | Fabio Aru            | Astana Pro Team         | + 1'06"  |
| 7          | Daniel Martin        | Garmin Sharp            | + 1'12"  |
| 8          | Robert Gesink        | Belkin-Pro Cycling Team | + 1'22"  |
| 9          | Samuel Sánchez       | BMC Racing Team         | + 1'43"  |
| 10         | Ryder Hesjedal       | Garmin Sharp            | + 1'48"  |
|            |                      |                         |          |
| 22         | Maxime Monfort       | Lotto Belisol           | + 4'45"  |

| Algemeen Klassement |                    |                         |           |
| Plaats              | Naam               | Ploeg                   | Tijd      |
| Rode trui           | Alberto Contador   | Tinkoff-Saxo            | 63u25'00" |
| 2                   | Alejandro Valverde | Team Movistar           | + 1'36"   |
| 3                   | Chris Froome       | Team Sky ProCycling     | + 1'39"   |
| 4                   | Joaquím Rodríguez  | Team Katjoesja          | + 2'29"   |
| 5                   | Fabio Aru          | Astana Pro Team         | + 3'38"   |
| 6                   | Daniel Martin      | Garmin Sharp            | + 6'17"   |
| 7                   | Robert Gesink      | Belkin-Pro Cycling Team | + 6'43"   |
| 8                   | Samuel Sánchez     | BMC Racing Team         | + 6'55"   |
| 9                   | Warren Barguil     | Team Giant-Shimano      | + 8'37"   |
| 10                  | Damiano Caruso     | Cannondale              | + 9'10"   |
|                     |                    |                         |           |
| 17                  | Maxime Monfort     | Lotto Belisol           | + 19'59"  |

| Puntenklassement |                    |                         |        |
| Plaats           | Naam               | Ploeg                   | Punten |
| Groene trui      | John Degenkolb     | Team Giant-Shimano      | 124    |
| 2                | Alejandro Valverde | Team Movistar           | 114    |
| 3                | Alberto Contador   | Tinkoff-Saxo            | 108    |
|                  |                    |                         |        |
| 13               | Jasper Stuyven     | Trek Factory Racing     | 42     |
| 14               | Robert Gesink      | Belkin-Pro Cycling Team | 40     |

| Bergklassement        |                    |                        |        |
| Plaats                | Naam               | Ploeg                  | Punten |
| Bolletjestrui (blauw) | Luis León Sánchez  | Caja Rural-Seguros RGA | 53     |
| 2                     | Alejandro Valverde | Team Movistar          | 30     |
| 3                     | Alberto Contador   | Tinkoff-Saxo           | 23     |
|                       |                    |                        |        |
| 22                    | Pim Ligthart       | Lotto Belisol          | 5      |
| 24                    | Bart De Clercq     | Lotto Belisol          | 4      |

1e etappe ·
2e etappe ·
3e etappe ·
4e etappe ·
5e etappe ·
6e etappe ·
7e etappe ·
8e etappe ·
9e etappe ·
10e etappe ·
11e etappe ·
12e etappe ·
13e etappe ·
14e etappe ·
15e etappe ·
16e etappe ·
17e etappe ·
18e etappe ·
19e etappe ·
20e etappe ·
21e etappe
Startlijst · Eindstanden · Afbeeldingen